# Claudio Guillén
Claudio Guillén Cahen (París, 2 de septiembre de 1924-Madrid, 27 de enero de 2007) fue un escritor y académico español, especialista en Literatura comparada.

## Biografía
Nació en París el 2 de septiembre de 1924, hijo del poeta vallisoletano Jorge Guillén —miembro destacado de la Generación del 27— y su primera esposa, Germaine Cahen. Tras la Guerra Civil y cuando contaba quince años, se exilió junto a su familia a EE. UU.; su hermana Teresa (fallecida en 2019), casada con el crítico literario Stephen Gilman, vivió en Cambridge, Massachusetts. Estudió en Sevilla, París y en el Williams College (Estados Unidos); se alistó como voluntario en las fuerzas del general De Gaulle durante la Segunda Guerra Mundial y entre 1943 y 1946 estuvo en África del Norte y en el frente del este de Francia durante el avance de las tropas aliadas.
Tuvo como maestros a intelectuales republicanos como Francisco García Lorca (hermano del poeta), José Ferrater Mora y Joaquín Casalduero, pero también a Werner Wilhelm Jaeger y Amado Alonso y frecuentó la obra de Harry Levin. Se doctoró en Harvard en 1953 y se especializó en literatura comparada; fue catedrático de esta materia en las Universidades de San Diego (1965-1976), Princeton y en la de Harvard (1978-1985), donde compartió aulas con Roman Jakobson. Se movió en los círculos del exilio intelectual republicano, donde se relacionó con otros ilustres profesores como los ya citados y además Ángel del Río, Américo Castro y Pedro Salinas, amigo además de su padre. Dictó cursos, seminarios y conferencias en EE. UU., China, la antigua URSS y diversos países del Este de Europa. Ha sido profesor visitante en Alemania, Italia y Brasil, entre otros países. Escribió un centenar de artículos sobre principalmente la novela y la poesía del siglo XVI, la poesía del XX, la teoría de los géneros y la de la historia literaria.
Guillén regresó a España en 1982. En ese mismo año fue designado catedrático extraordinario de Literatura Comparada en la Universidad Autónoma de Barcelona. De 1984 a 1989 fue presidente de la Sociedad Española de Literatura General y Comparada y estuvo en la Comisión Asesora de la Fundación Juan March. Promovió y fue miembro de la Fundación Generación del 27 que se creó en 1996 para estudiar los escritos inéditos y el ambiente que vivió este movimiento estético; dirigió la colección Clásicos Alfaguara y Escritores de América de Anaya y Muchnik; desde 1998 dirigía la colección Biblioteca de Literatura Universal, BLU, de la editorial Espasa. En 1999 se le homenajeó internacionalmente con la edición del libro Sin fronteras. Ensayos de Literatura Comparada en homenaje a Claudio Guillén. En 2002 ingresó como miembro de la Real Academia Española en el sillón m, en sustitución del científico Rafael Alvarado Ballester.
Publicó diversos estudios de Literatura comparada, en especial del Renacimiento. Afectado por una dolencia cardiaca, le sorprendió la muerte en Madrid el 27 de enero de 2007 a los 82 años de edad, cuando preparaba la edición del Epistolario de su padre Jorge Guillén y acababa de terminar un volumen sobre Goethe; está enterrado en el Cementerio Civil de Madrid.

## Premios
- Premio Nacional de Ensayo en 1999.
- Premio Internacional de Ensayo 'Caballero Bonald' en 2005.

## Obras destacables
- Literature as System: essays toward the theory of literary history (1971)
- Europa, ciencia e inconsciencia, (1997)
- El sol de los desterrados. Literatura y exilio, (1995)
- Teorías de la historia literaria, (1989)
- The Challenge of Comparative Literature, Harvard Univ Press, 1993.
- El primer Siglo de Oro, (1988)
- Entre lo uno y lo diverso: introducción a la literatura comparada (ayer y hoy), (1985)
- Múltiples moradas: ensayo de literatura comparada, (1998)
- Entre el saber y el conocer: moradas del estudio literario, (2001)
- Desde el asombro. Sobre los Albertis. Tres poemas de Lorca (2004)
- La expresión total: notas sobre literatura y obscenidad.
- De leyendas y lecciones: siglos XIX, XX y XXI (2006)
- Edición de Lazarillo de Tormes and El Abencerraje. New York: Dell, 1966.